# Eudes de Vermandois-Vexin
Eudes de Vermandois, né vers 915, mort après 946, fut comte de Vienne de septembre 928 à 931 et comte d'Amiens de 941 à 944, seigneur de Ham de 23 février 943 à 946. Il était fils d'Herbert II, comte de Vermandois, et d'Adèle de France.

## Biographie
Hugues d'Arles lui confia le Comté de Vienne en 928, mais on ne sait pas s'il exerça réellement sa charge. En tout cas, la ville de Vienne est tenue par Charles-Constantin dès 931. En 938, il se brouille avec son père et s'allie au roi Louis IV d'Outremer, qui lui donne la ville de Laon en 938, puis le comté d'Amiens en 941. Il est cependant chassé d'Amiens par les troupes royales en 944. Il n'est plus cité par les documents après le 19 juin 946.

## Source
- Christian Settipani, La Préhistoire des Capétiens (Nouvelle Histoire généalogique de l'auguste maison de France, vol. 1), Villeneuve-d'Ascq, éd. Patrick van Kerrebrouck, 1993, 545 p. (ISBN 978-2-95015-093-6).